# Ochetosoma kansensis
Ochetosoma kansensis är en plattmaskart. Ochetosoma kansensis ingår i släktet Ochetosoma och familjen Ochetosomatidae. Inga underarter finns listade i Catalogue of Life.